# Sveriges ambassad i Prag
Sveriges ambassad i Prag är Sveriges diplomatiska beskickning i Tjeckien och tidigare Tjeckoslovakien och är belägen i landets huvudstad Prag. Beskickningen består av en ambassad, ett antal svenskar utsända av Utrikesdepartementet (UD) och lokalanställda. Ambassadör sedan 2020 är Fredrik Jörgensen. Ambassaden är belägen på Úvozgatan i distriktet Hradčany.

## Historia
Byggnaden som ambassaden är inhyst i byggdes 1928–29 av jur doktor Josef Ruzicka och hans hustru Anna. Den ritades av arkitekten Tomáš Šašek. Josef Růžička dog i koncentrationslägret Mauthausen 1942. Som honorärkonsul för Panama hade han utfärdat viseringar till judiska familjer som ville lämna Tjeckoslovakien efter att landets ockuperats av det nazistyrda Tyskland. Svenska ambassaden har hyrt in sig i huset sedan 1946. Efter Pragkuppen 1948 konfiskerades huset och erbjöds av kommunistregimen till försäljning åt svenska staten. Sverige avböjde försäljning då huset var konfiskerad egendom. Man hyrde i stället huset som ambassad ända fram till 1989. Doktor Josef Růžičkas änka Anna och dottern Tatjana fick bo kvar och skyddades av att huset var svensk ambassad. Familjen Růžička fick tillbaka egendomen efter kommunistregimens fall. Den ena halvan av fastigheten skänktes av Tatjana till svenska staten och den andra halvan köptes av hennes bror för 15 miljoner kronor.
År 1994–1995 genomförde Statens fastighetsverk (SFV) en fullständig renovering av byggnaden. I dag inrymmer den ambassadkansli, residens för ambassadören och flera personalbostäder. I souterrängvåningen finns ambassadens entré och reception och på markplanet resten av kansliet. Ambassadörens officiella residens ligger på andra våningen. Högst upp finns också en vindsvåning med milsvid utsikt från takkuporna. Från 1930 till 1994 bodde i denna våning den kände tjeckiska racerföraren Eliška Junková. En s.k. snubbelsten till minne av Josef Růžička placerades i trottoaren utanför ambassaden på minnesdagen för Förintelsen 2015. En populär promenadväg uppkallad efter den svenske diplomaten Raoul Wallenberg, som räddade tiotusentals judar från Förintelsen, leder från ambassaden upp till Petrinkullen.

## Fakta
- Byggår: 1929
- Yta: 2 204 kvm inklusive biytor
- Ombyggd/renoverad i etapper, den senaste pågick mellan 1994 och 2002
- Arkitekt: Tomas Sasek, ombyggnad Kim Gyllenpalm
- Besöksadress: Uvoz 13
- Hyresgäst: Utrikesdepartementet
- Förvaltare: Statens fastighetsverk

## Beskickningschefer
| Namn                     | Period    | Funktion               | Ackreditering                               |
| ------------------------ | --------- | ---------------------- | ------------------------------------------- |
| Gerhard Löwen            | 1921–1932 | Envoyé                 |                                             |
| Knut Richard Thyberg     | 1931–1933 | T.f. Chargé d’affaires |                                             |
| Joen Lagerberg           | 1932–1935 | Chargé d’affaires      |                                             |
| Joen Lagerberg           | 1935–1937 | Envoyé                 |                                             |
| Folke Malmar             | 1937–1939 | Envoyé                 |                                             |
| Torsten Hammarström      | 1945–1947 | Envoyé                 |                                             |
| Wilhelm Winther          | 1947–1950 | Envoyé                 |                                             |
| Sven Allard              | 1951–1954 | Envoyé                 | Sidoackrediterad till Budapest.             |
| Carl Olof Gisle          | 1954–1959 | Envoyé                 |                                             |
| Karl Fredrik Almqvist    | 1959–1962 | Ambassadör             |                                             |
| Harry Bagge              | 1963–1969 | Ambassadör             | Sidoackrediterad till Budapest 1963–1964.   |
| Agda Rössel              | 1969–1973 | Ambassadör             |                                             |
| Carl-George Crafoord     | 1973–1976 | Ambassadör             |                                             |
| Marc Giron               | 1976–1977 | Ambassadör             |                                             |
| Sigge Lilliehöök         | 1978–1979 | Ambassadör             |                                             |
| Bengt Rösiö              | 1979–1981 | Ambassadör             |                                             |
| Olof Skoglund            | 1981–1985 | Ambassadör             |                                             |
| Karl-Vilhelm Wöhler      | 1985–1988 | Ambassadör             |                                             |
| Lars-Åke Nilsson         | 1988–1991 | Ambassadör             |                                             |
| Lennart Watz             | 1992–1996 | Ambassadör             | Sidoackrediterad till Bratislava 1993–1996. |
| Ingmar Karlsson          | 1996–2001 | Ambassadör             | Sidoackrediterad till Bratislava.           |
| Harald Fälth             | 2001–2006 | Ambassadör             |                                             |
| Catherine von Heidenstam | 2006–2010 | Ambassadör             |                                             |
| Inger Ultvedt            | 2010–2011 | Ambassadör             |                                             |
| Annika Jagander          | 2011–2016 | Ambassadör             |                                             |
| Viktoria Li              | 2016–2020 | Ambassadör             |                                             |
| Fredrik Jörgensen        | 2020–idag | Ambassadör             |                                             |